# Raymond Franz
Raymond Victor Franz (født 8. maj 1922, død 2. juni 2010) var medlem af Jehovas Vidners Styrende Råd fra d. 20. oktober 1971 til 22. maj 1980. Han arbejdede på organisationens hovedkontor i 15 år fra 1965 til 1980. Han anmodede om at måtte fratræde det styrende råd som følge af sin opfattelse af såvel teologiske som menneskelige paradokser i organisationen. Han er det eneste medlem af det styrende råd, som er afhoppet, og som er stået frem og har kritiseret Jehovas Vidners organisation. Hans fratrædelse sammenlignes med en katolsk kardinal, der fratræder sit embede.
Han blev udstødt (senere betegnet som "udelukket"), fordi han havde spist sammen med sin udstødte chef..
Han var nevø af Vagttårnetselskabets fjerde præsident Frederick William Franz.
Raymond Franz har skrevet flere bøger. Den mest kendte er "Samvittighedskrise", som er oversat til dansk i 1991. Bogen er blandt de mest læste om Jehovas Vidner historie og teologi. Bogen fik omfattende konsekvenser for Jehovas Vidner, som blev udstødt (senere betegnet som "udelukket") for at købe og læse bogen. Blandt andet blev otte medlemmer i Viborg udstødt i 1995. De alvorlige konsekvenser af at læse i Franz' bøger skyldes, at han afslører Jehovas Vidners ledelse.